# Харлем Брунтланн, Гру
Гру Ха́рлем Бру́нтланн (норв. Gro Harlem Brundtland, МФА: ɡruː hɑːɭɛm brʉntlɑnːо файле; род. 20 апреля 1939, Берум, Акерсхус) — норвежский общественный и политический деятель, трижды премьер-министр Норвегии в промежутке 1981—1996 годов, министр окружающей среды Норвегии в 1974—1979 годах. В 1998—2003 годах занимала должность Генерального директора Всемирной Организации Здравоохранения. С 1 мая 2007 года является специальным посланником Генерального секретаря ООН по проблеме изменения климата.

## Биография
Родилась 20 апреля 1939 года в семье норвежского врача, политического деятеля, члена Рабочей партии (ранее также активиста революционно-социалистической группы «Mot Dag») Гудмунда Харлема, в 1955—1963 годах занимавшего министерские посты. Мать являлась уроженкой Швеции. В 1960 году Гру вышла замуж за Арне Улафа Брунтланна.
В 1963 году закончила Университет Осло по специальности «доктор медицины», в 1965 году получила специальность магистра общественного здравоохранения в Гарвардском университете. В 1966—1969 годах работала врачом в Управлении здравоохранения Норвегии, с 1969 года работала доктором в службе здравоохранения общественных школ Осло.

### Политическая карьера
Как и отец, является членом социал-демократической Рабочей партии. В 1974—1979 годах занимала пост министра по охране окружающей среды Норвегии в правительствах НРП, возглавлявшихся Трюгве Браттели и Одваром Нурдли. В 1977 году избрана депутатом стортинга, в 1980—1981 и 1989—1990 годах возглавляла внешнеполитический комитет норвежского парламента, а в 1981 году стала заместителем председателя этого комитета, а также председателем парламентской фракции НРП (в 1981—1986 и 1989—1990 годах).
В 1981 году Брунтланн, ранее занимавшая должность вице-председателя НРП с 1975 года, стала лидером партии и получила пост премьер-министра страны после отставки по состоянию здоровья Одвара Нурдли, так как партия обладала большинством в парламенте. Эту должность она занимала с 4 февраля по 14 октября 1981 года. Таким образом, она стала первой женщиной на посту премьер-министра Норвегии.
После поражения на парламентских выборах 1981 года партия потеряла парламентское большинство, что закончило её первый премьерский срок. На парламентских выборах 1985 года поддержка Рабочей партии увеличилась с 37 % до 41 %, но правительство всё равно формировала коалиция буржуазных партий.
В 1986 году в результате острых противоречий в правоцентристском лагере Партия прогресса отказалась поддержать налоговые нововведения правительства Коре Виллока, и ему был вынесен вотум недоверия. В итоге находившиеся в оппозиции социал-демократы под началом Брунтланн смогли сформировать новое правительство меньшинства.
С 9 мая 1986 по 16 октября 1989 года повторно занимала должность премьер-министра, этот состав Кабинета министров известен небывалым до того процентом женщин — 8 министров из 18-и.
Однако политика правительства, кроме увеличения государственных расходов на жилищное строительство, здравоохранение и охрану окружающей среды, была экономически либеральной, идущей вразрез декларируемым социал-демократическим установкам: приватизация части государственного сектора и сферы услуг, сокращение прогрессивности шкалы налогообложения, снижение налогов на нефтедобывающие компании, замораживание цен и заработной платы для борьбы с инфляцией, повышение тарифов.
3 ноября 1990 года она в третий раз становится премьер-министром. В 1992 году после самоубийства младшего сына ушла с поста главы партии, уступив место Турбьёрну Ягланду. В 1994 году удостоилась премии им. Карла Великого за вклад в объединение Европы. В 1996 году покинула пост премьер-министра и ушла из политики.
Присутствовала на встречах Бильдербергского клуба, а также является членом Мадридского клуба.
На посту премьер-министра Норвегии была известна своей мультикультурной политикой. Андерс Брейвик, 22 июля 2011 года совершивший вооружённое нападение на молодёжный лагерь Норвежской рабочей партии, называл её убийство главной целью своей акции. Однако Гру Харлем Брунтланн избежала смерти, уехав с острова Утёйа за несколько часов до атаки.

### Работа в международных организациях
В 1980—1989 годах Харлем Брунтланн входила в Независимую комиссию по разоружению и безопасности («Комиссию Пальме»), основанную социал-демократическим премьер-министром Швеции Улофом Пальме с целью ускорения процессов разоружения. В 1986 году она также стала одним из вице-председателей Социалистического интернационала.
В 1983 году Генеральный секретарь ООН Хавьер Перес де Куэльяр пригласил Гру Харлем Брунтланн учредить и возглавить Международную комиссию по окружающей среде и развитию при ООН. Комиссия занималась разработкой концепции устойчивого развития в широких общественных обсуждениях, отличающихся своей открытостью. За роль в создании и руководстве организации комиссию часто называют «комиссией Брунтланн». В 1987 году комиссия опубликовала доклад «Наше общее будущее», известный также как «Доклад Брунтланн». Доклад посвящён совместному поиску оптимального пути «устойчивого развития». Комиссия участвовала в проведении Саммита Земли в 1992 году и принятии программы ООН «Повестка дня на XXI век».
В мае 1998 года избрана Генеральным директором Всемирной организации здравоохранения. Она учредила Комиссию по макроэкономике и здравоохранению, которую возглавил Джеффри Сакс. Объявила борьбу с насилием как с основной проблемой общественного здравоохранения и возглавила международное движение за отмену курения через просвещение и убеждение. Под её руководством ВОЗ стала первым крупным работодателем, требующим отсутствие табачной зависимости в качестве условия при приёме на работу. В 2003 году журнал Scientific American назвал её политическим лидером года за быструю координацию усилий по борьбе со вспышкой атипичной пневмонии (SARS) в мировом масштабе. 21 июля 2003 года передала полномочия вновь избранному Генеральному директору ВОЗ — Ли Чон Вуку.
В 2004 году британская газета The Financial Times назвала её в числе наиболее влиятельных европейцев за последние 25 лет. Она оказалась на 4 месте в списке вслед за Иоанном Павлом II, Михаилом Горбачёвым и Маргарет Тэтчер.
В 2006 году в качестве члена Группы видных деятелей наблюдала за работой Конференции ООН по торговле и развитию (ЮНКТАД). 1 мая 2007 года Генеральный секретарь ООН Пан Ги Мун назначил её специальным посланником Генерального секретаря по проблеме изменения климата.
Отмечена Экологической премией Лоуренса Хантингтона (Lawrence S. Huntington Environmental Prize) за 2013 год. Почётный член МОИП.